# Glenoleon dannyae
Glenoleon dannyae is een insect uit de familie van de mierenleeuwen (Myrmeleontidae), die tot de orde netvleugeligen (Neuroptera) behoort. 
Glenoleon dannyae is voor het eerst wetenschappelijk beschreven door New in 1985.